# Kandace Love
Kandace LaShawn Love (* 24. Oktober 1984 in Los Angeles, Kalifornien als Kandace LaShawn Wilson) ist eine US-amerikanische Fußballspielerin.

## Karriere
Love begann ihre Karriere bei den unterklassigen Teams Ajax America und Pali Blues, ehe sie zur Saison 2009 zur WPS-Franchise FC Gold Pride wechselte, mit der sie im Folgejahr den Gewinn der WPS-Meisterschaft feiern konnte. Zur Saison 2011 schloss sie sich dem Ligakonkurrenten Western New York Flash an, mit dem es ihr gelang, den Vorjahrestriumph zu wiederholen.
Anfang 2013 wurde Love beim sogenannten Supplemental-Draft zur neugegründeten NWSL in der fünften Runde an Position 37 vom Sky Blue FC verpflichtet, jedoch noch vor dem ersten Saisonspiel wieder freigestellt. Im Jahr 2014 spielte sie bei den Los Angeles Blues in der W-League, mit denen sie am Saisonende die Meisterschaft erringen konnte.

## Erfolge
- 2008: Meister der W-League (Pali Blues)
- 2010: Meister der WPS (FC Gold Pride)
- 2011: Meister der WPS (Western New York Flash)
- 2014: Meister der W-League (Los Angeles Blues)